# Kertbeny Károly
Kertbeny Károly Mária (eredetileg Karl-Maria Benkert, Bécs, 1824. február 28. – Budapest, 1882. január 23.) magyar újságíró, műfordító, könyvész, bibliográfus és biográfus. A homoszexuálisok jogaival foglalkozó írásai a legkorábbiak közé tartoznak, és ő alkotta meg a szinte minden nyelvben átvett és használt homoszexualitás és heteroszexualitás szavakat.

## Élete
Benkert Antal (Bécs, 1794 – Pest, 1846) kereskedő, később színész, vendéglős és író és Graf Charlotte/Lina (Pest, 1800 – Bécs, 1868) gyermekeként jött a világra Bécsben. Testvére Kertbeny Imre Mária (Bécs, 1825 – Bécs, 1855) festő.
Életének nagy részét utazással töltötte. Alsó iskoláit szülővárosában végezte, majd családjával 1826-ban költözött Pestre. 1833 júniusától Egerben tanult, ahová a magyar nyelv elsajátítása végett küldték szülei, végezte. 1834 augusztusában visszatért Pestre; innét nagybátyjával Konstantinápolyba utazott. 1836–37-ben a pesti Piarista Gimnáziumot látogatta.
1838-ban a könyvkereskedői pályára lépett Győrött, 1840-ben visszatért Pestre, ahol 1842-ben Heckenast Gusztáv könyvárusnál volt alkalmazva, megismerkedett az akkori irodalom kitűnőségeivel, lelkesedést nyert a magyar irodalom iránt és azt később külföldön is igyekezett megismertetni és terjeszteni. 1842 nyarán Németországba utazott, és Drezdában kapott alkalmazást, Berlint is meglátogatta. A könyvárusi pályával nem lévén megelégedve, 1842. december 20-án Pesten az 5. tüzérezred növendékei közé lépett és Dalmáciában is megfordult. A katonaságnál alig volt egy évig szolgálatban, midőn szabadságolt állapotban maradt 1847. február 20-ig. 1843–tól 1845-ig német irodalommal foglalkozott Pesten, különösen a Rosenthal pesti Spiegelébe írt. Atyjának házában gyakran volt alkalma a fővárosba jött németországi művészi nevezetességek többjeivel megismerkedni, ami nagy hatással volt később kifejlődött kalandos szellemére.
1845-ben megismerkedett Petőfivel és több magyar íróval. 1845 végén Rákospalotán meghirdette a magyar irodalmi munkák fordításait saját maga által szerkesztett kötetekben. 1846. január és május között Rákospalotán élt, ahol 1852-ben újra megfordult. Rákospalotai jelzővel adtak hírt róla éveken át.
Kertbeny érezni kezdte tanulmányainak hiányosságát és miután rendszeres felsőbb iskolai nevelésben nem részesülhetett, korábbi idők hibáit önképzés által iparkodott helyrepótolni. Ekkor a Jahrbuch c. folyóiratának meghiúsulta is elkeserítette; ezért hosszú utazásra szánta el magát. 1846. május 6-án kezébe vette a vándorbotot és öt forinttal a zsebében megindult a nagy útnak. Bécsen, Stájerországon, Trieszten keresztül Olaszországba ment. Megfordult majd minden nevezetes olasz városban és itt tartózkodása alatt az irodalom és művészet férfi képviselői körében, a nyilatkozó részvét és kiváncsiság által ösztönöztetve, mindinkább megérett benne a gondolat, hogy a magyar irodalom közvetítője legyen a más nyelvű külföld irányában.
Olaszországból december 27-én csempészek segélyével Svájcba jutott el és innen Elzászon keresztül február 1-jén Párizsba érkezett; kalandos szellemével megegyezőleg sokszor gyalog járt és többször küzdve ínséggel, de mindenütt a politikai, irodalmi és művészeti élet legnevezetesebb férfiait, természeti, tudományos és művészeti intézeteket keresvén fel. Még ugyanazon évben május 23-án átment Londonba is, ahol szorgalmasan látogatta a British Museumot; november 2-án azonban ismét Németországba vitorlázott. 1848 elején magyar helytartósági engedéllyel Benkert családi nevét Kertbenyre változtatta. Hamburgban és Berlinben a márciusi forrongásba keveredett. Azután március 21. és október 7. között Weimarban tartózkodott Liszt Ferenc körében; kirándulásokat tett (Halle, Lipcse, Gotha, Eisenach), október 9-én Frankfurtba érkezett és ott maradt 1849 márciusáig.
Mint hírlapíró szolgálta a magyar ügyet. Minden lépten-nyomon látta külföldön a homályt, mely hazai viszonyainkat illetőleg el volt terjedve. Hivatásának és erélyének öntudatában Kertbeny a közvetítői munkához fogott és fáradozásainak legnagyobb jutalmát abban látta, hogy működése figyelmet ébreszt, saját hiányai múlnak, ereje és képessége mindinkább nagyobbodik. 1849 tavaszán Dél-Németországba ment, ahol sok helyen megfordult; nevezetesen Kernernél Weinsbergben, azután Stuttgartban időzött. Szorgalmasan fordított és kiadta első Petőfi fordítását. 1850. november 1-jén kiadásai végett Lipcsébe utazott és Horn Edével együtt dolgozott. 1851 októberében Bodenbachnál jelentkezett, mire Bécsbe szállították, de szabadon bocsátották. A család a szabadságharc után kis vagyonát is elvesztette, neki kellett öccséről és anyjáról is gondoskodnia; ezért 1852. július 19-ig Bécsben maradt; azután visszatért Pestre, ahol az irodalomnak, különösen a magyar bibliográfia megírásának szentelte idejét, munkájára azonban nem kapott kiadót.
1854-ben – megélhetési gondjai miatt – felajánlotta szolgálatait az osztrák titkosrendőrségnek. 1854-ben Esztergomba ment, hogy a székesegyház ünnepélyére kiadott emlékkönyvet szerkessze. Ugyanakkor az 1850-es években népszerű "szamizdat" forradalmi költészeti antológiát jelentetett meg Hangok a múltból címen. 1855 januárjában meghalt öccse és Bécsbe kellett költöznie, hogy anyjának ott támasza legyen, ahol hírlapírással foglalkozott. Az 1859. évi olasz háború kitörésekor, útlevél nélkül Salzburgon át Münchenbe utazott, ahol Kaulbach kegyeit megnyerve, ez arcképét is megfestette. 1860 húsvétján Svájcba utazott és két évig élt Genfben. Közben Solothurnban Charles Sealsfieldnél és az 1861. telet Lyonban és Párizsban töltötte, ahol 1862 végén letelepedett.
Nyugtalan lelke innét is tovaűzte és 1862 nyarán Brüsszelbe költözött, ahol 1866 januárjáig maradt és sokat dolgozott. Azután a Rajna mellékén Petőfi-felolvasásokat tartott egészen az Ausztriával folyó háború kitöréséig. Egy ideig segédszerkesztő volt Kölnben, azután egy barátja vette magához Hannoverben. 1868 nyarán Berlinbe tette át lakását, ahol nyolc évig elég nyugodtan és kényelemben élt, levelezett a Honba és Jókai Mór regényeit fordította németre. Rossz anyagi körülmények között élt ebben az időszakban, mindenütt tetemes adósságot hátrahagyva, sőt Bécsben és Brüsszelben az adósok börtönét is megjárta.
1875-ben már elbetegesedve, a kormány segélyében is részesülve, a sokat hányatott agg író visszatérhetett Budapestre, ahol a város, gyógyítását elősegítve, lakást adott neki a Rudas-fürdőben. Így lett a főváros koldusa, mint ő gyakran keserű humorral emlegette; már 1874 óta gyógyíthatatlan betegségben szenvedvén, nem is épült fel abból többet. Azon utolsó öröm érte még, hogy a Petőfi Társaság tagjai közé választotta. 1882 elején szélütés érte és január 23-án meghalt. Senkije sem volt, az írói segélyegylet temettette el.

## Irodalmi munkássága

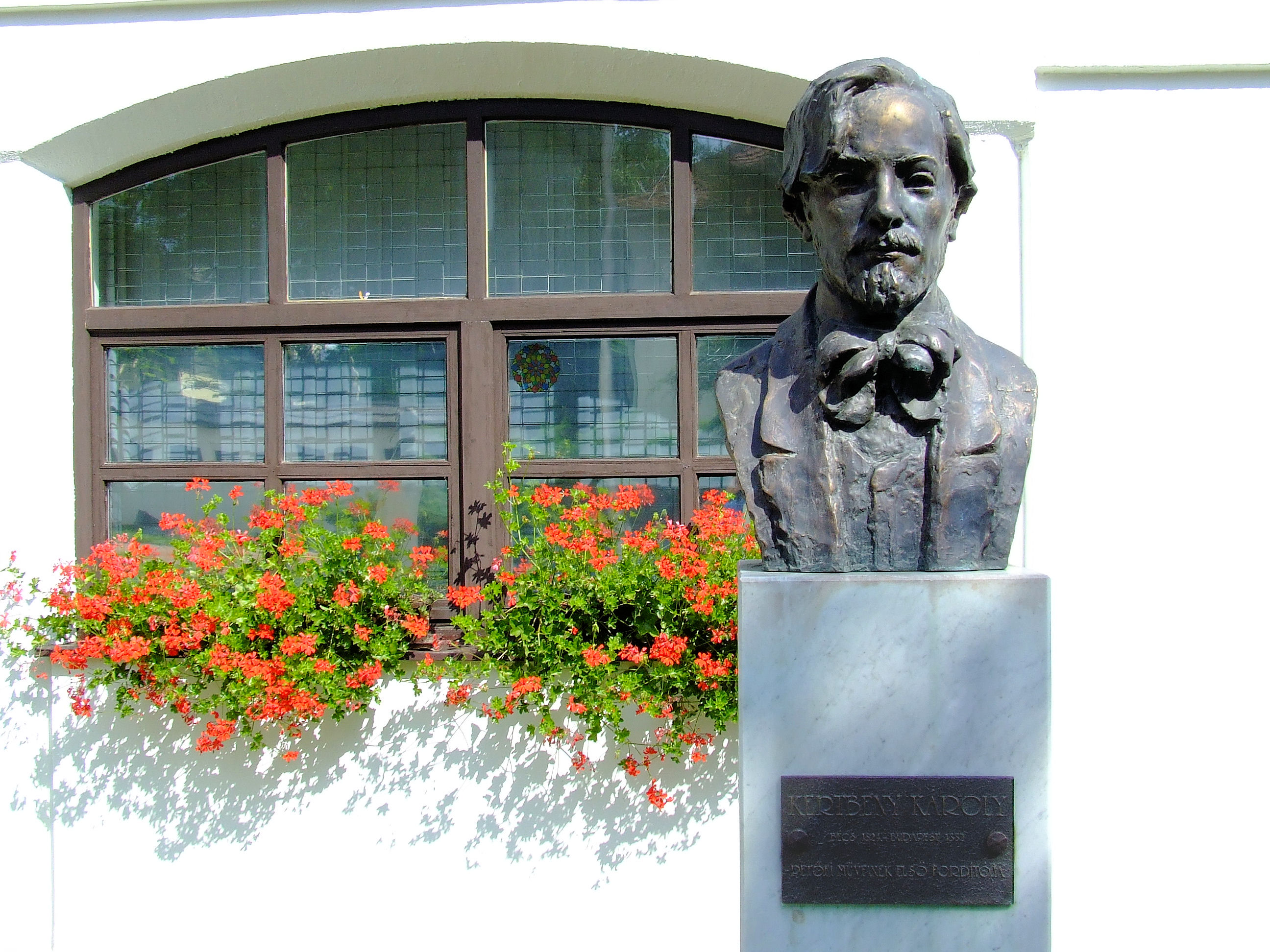
Szobra Kiskőrösön Petőfi fordítóinak szoborparkjában

Az irodalom iránt az 1840-es évek közepén kezdett érdeklődni, Jahrbuch des deutschen Elements in Ungarn  címen folyóiratot próbált indítani – sikertelenül. Irodalmi munkássága elsősorban műfordításokból áll, Petőfi Sándor, Arany János, Garay János, Vörösmarty Mihály, Jókai Mór műveit fordította különböző európai nyelvekre, elsősorban németre. A Koszoru című irodalmi közlöny 1879. évi 1. számában  megjelent Petőfi arcképeiről című írása, amelynek illusztrációjaként a fennmaradt és akkoriban előkerült Petőfi-dagerrotípia reprodukcióját mellékelték. Ezek mellett jelentős könyvészeti és bibliográfusi tevékenysége, amellyel a külföldi hungarikumok feltárására törekedett. Könyvészeti munkáit német nyelven adta közre.
Közel 1000 cikket írt. 1846–tól 1860-ig az augsburgi Allgemeine Zeitungnak volt (nem politikai) levelezője; ugyanakkor a Fliegende Blätterbe is írt; 1855-től 1876-ig a Leipziger Illustrirte Zeitungban jelentek meg életrajzai (Vörösmarty, Garay, Madách, Xántus, Vámbéry, Jókai, Teleki, Tisza, Tldy, Bowring sat.); dolgozott ezenkívül és följegyzése szerint írt külföldön 102 németországi, 27 német-osztrák, hat angol, nyolc francia és két olasz hírlap számára; úgyszintén több lexikonba; a Magazin für Literatur des Auslandesnek 1848-tól volt munkatársa.
Cikkei a Szépirodalmi Lapokban (1853. Külföldi könyvtárak és a magyar történet, Irodalmunk túl a határon: Német-Olaszország, Svájcz, Páris, London, Ira Aldridge és angol szintársulata); a Délibábban (1853. Londoni jegyzetek); a Budapesti Hirlapban (1854. 544., 545. sz. Kirándulás Esztergomba); a Pesti Naplóban (1855. I. 24. sz. Benkert Mária Imre magyar festész, 45. sz. Előfizetési felhívás a Magyar Könyvészetére, 1876. 99. sz. Kisfaludy Károly, emlékeimből, 139., 140. sz. Lenau életéből); a Honban (1866. okt. Petőfi a külföldi irodalomban, 1875. 110. sz. Magyar írók külföldön, 1878. 126. sz. A magyar irodalom és a külföld. 1879. 106., 112., 113., 120., 148., 155., 178. sz. Külföldi utazók a régi Pestről, 1880. 51. sz. Születésem); az Athenaeumban (1874. 51. sz. Shakespeare nálunk); az Életképekben (1876. Grün Anasztáz és a magyarok, visszaeml.); a Fővárosi Lapokban (1877. 25. A Petőfi fordításokról); a Petőfi-Társaság Lapjában (1877. Petőfi és budapesti barátai, visszaemlékezések); a Koszorúban (1879 Petőfi arczképeiről.)
Szerkesztette a Jahrbuch des deutschen Elementes in Ungarn. I. Jahrgangs 1. Hälfte. Pest, 1846. (Pyrker, Rumy, Schedius, Bakody Tivadar, Bayer J. a., Pulszky Ferencz sat. közreműködésével); Hangok a multból. A magyar nemzet nagy napjainak emlékéül. Kiadta két honfi. Lipcse, 1851. (Vasfival együtt. Anthologia 1848–1849. költeményekből; 2. kiadás. Uo. 1862); Volksliederquellen in der deutschen Literatur. Bibliographischer Beitrag. Halle, 1852; Nemzeti Dalkönyvecske. Pest, 1856. (2. kiadás 1858., 3. k. 1861., 4. k. 1863. Uo.); Lieder aus der Fremde. In Beiträgen von F. Bodenstedt, Freiligrath, E. Geibel, M. Hartmann, K. M. Kertbeny, Hannover; 1857. Sammlung der vorzüglichsten Dichtungen, Prologe, Vorträge und Sprüche zur Schiller-Feier 1859. München, 1859. Hét füzetben; Etudes sur la litterature hongroise. Premiére livraison: La poesie hongroise au XIX. siécle. Par Saint-René Teillandier. Paris, 1863.
Nyelvi hiányosságaiért és félrefordításaiért sok kritika érte műfordítói képességeit. Greguss Ágost erős hangon tiltakozott az ő »ferdítései« ellen, Jókai Mór megtette Kertbenyből »Kertbőlky«-vé. Egy alkalommal Pákh Albert is megviccelte Arany Jánost ennek kapcsán, olvasható Ágai Adolf visszaemlékezésében és kommentárjával:

„Kertbeny miatt, ki a külföldi sajtóban hibás adatokat terjesztett róla és munkáiról, néha boszankodott. Ezt jól tudta Pákh Albert s egyszer ugyancsak ráijesztett Aranyra.

— Tudod-e, hogy egy lélekzetre két munkádat fordította le az a német. Az egyiknek czime: »Kaffeehaus des Johann Arany.«

— Micsoda Kaffeehaus?

— Nem ismersz rá? »Keveháza!«

— Az istenért!...

— A másiknak czime: »Soirée bei Dr. Franz Schedel.«

— Hát ez mi légyen?

— Ez meg a »Toldi estéje.«

Persze hogy ártatlan volt e szörnyüségekben Kertbeny, bár a »harmatcsöppet« ő fordította le »Dreiviertel Tropfen«-nek, s a gulyát »Storch«-nak. Ha élne, az azóta megjelent »Tengeri hántás« nyilván mint »Seekrankheit« ijesztgetné a német olvasót.”

– Porzó (Ágai Adolf): Por és hamu. Barátaim s jó embereim emlékezete. Budapest, 1892. 75-76. old.

## Könyvészeti köteteiből
- Alphabetische Namensliste ungarischer Emigration : 1848-1864. Brüssel, Leipzig; Kiessling, 1864.
- Magyarországra vonatkozó régi német nyomtatványok. 1454-1600. Budapest : Magyar Királyi Egyetemi Könyvnyomda, 1880. Online [A későbbi hivatkozásokban: Kertbeny Károly: Magyarországra vonatkozó régi német nyomtatványok]
- Bibliographie der Werke K. M. Kertbeny’s : 1846-1880. Budapest : Egyetemi Nyomda, 1880.

## Melegjogi tevékenysége
1869-ben név nélkül két értekezést tett közzé, az egyik A porosz büntető törvénykönyv 143-as paragrafusa és ennek 152-es paragrafusként való fenntartása az Észak-Német Államszövetség büntetőtörvénykönyv tervezetében, a másik A porosz büntető törvénykönyv 143-as paragrafusa által okozott társadalmi kár címet viselte.
Az írásokban Kertbeny a mellett érvelt, hogy a beleegyezésen alapuló szexuális aktusok büntetőjogi üldözése sérti az emberi jogokat, teret enged a zsarolásnak, és sokakat öngyilkosságba kerget. Véleménye szerint a homoszexualitás veleszületett, megváltoztathatatlan tulajdonság, ugyanakkor – korát megelőzve – a magánélet szentségének érvét is felhasználta. Kertbeny arra is felhívta a figyelmet, hogy a homoszexuális férfiak nem feltétlen nőiesek, és hogy számos történelmi személyiség vonzódott saját neméhez.

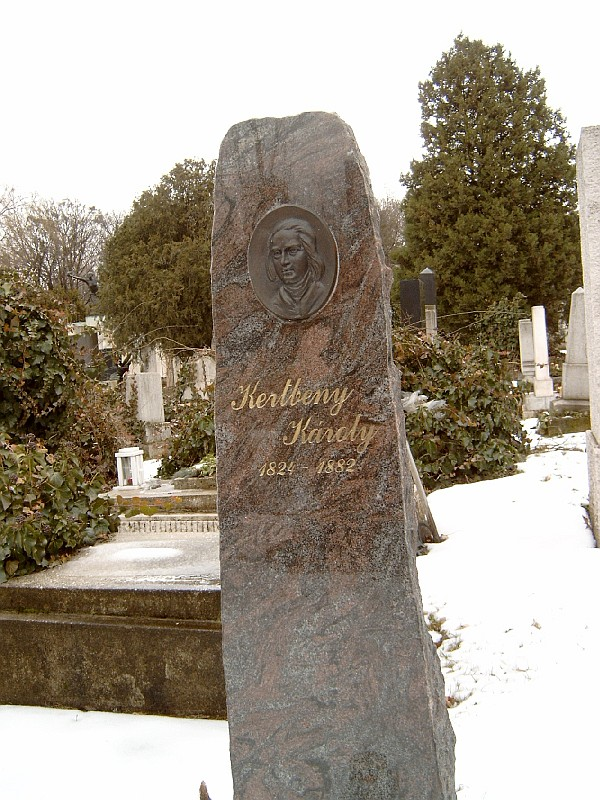
Kertbeny Károly sírja Budapesten, a Fiumei úti sírkertben (34-es parcella).

Írásában a saját nemükhöz vonzódó emberek megnevezésére a korabeli francia és német nyelvben elterjedt pederaszta szó helyett a homoszexuális szót használta. A nőkhöz vonzódó férfiakra a heteroszexuális, az önkielégítést végzőkre a monoszexuális szavak használatát javasolta (manapság az önkielégítést végzőkre az autoszexualitás kifejezést használják, a monoszexualitást más értelemben). 1880-ban egy homoszexualitásról szóló fejezetet írt Gustav Jäger A lélek felfedezése című művéhez. A kiadó nyomására a fejezet végül nem jelent meg, de a Kertbeny által kitalált terminológiát használta az egész könyv. Innen vette át és tette közkeletűvé Richard von Krafft-Ebing a homoszexualitás kifejezést az 1886-ban kiadott Psychopathia Sexualis című művében.
A homoszexuálisok jogainak elismerése érdekében kifejtett munkája elismeréséül 2002 júniusában síremléket állítottak neki a Fiumei úti sírkertben. Síremkléke 2011 óta a Nemzeti Sírkert része.

## Szexualitása
Kertbeny saját bevallása szerint nem volt homoszexuális, és a kérdéssel csak egy barátja öngyilkossága után kezdett el foglalkozni. Ennek ellenére kéziratos formában hozzáférhető naplójában számtalan (gyakran kisatírozott, utólag cenzúrázott) utalás található férfiakkal folytatott szexuális kapcsolataira.

## Munkái
- Gedichte aus fremden Sprachen. Jena, 1848.
- Gedichte von Alexander Petőfi. Aus dem Ungar. Frankfurt a. M..., 1849.
- Deer Held János. Ein Bauern-Märchen von Petőfi. Aus d. Ungar. Stuttgart, 1850. arczk.
- Ausgervählte Ungarische Volkslieder. Übersetzt. Darmstadt, 1851.
- Der Strick des Henkers. Roman von Petőfi. Aus d. Ung. Halle, 1851.
- Erzählende Dichtungen von Johann Arany. Aus dem Ungarischen übersetzt. Leipzig, 1851. Két kötet. (I. Toldi, II. Die Eroberung von Murány, 2. kiadás, Uo. 1853.)
- Nationallieder der Magyaren. Braunschweig, 1852. (212 költemény 1848–49-ből Vasfival együtt ford. Benkő névvel)
- Tihanyi viszhang. Das Echo von Tihany. Märchen von J. Pompéry Pest, 1853. (Magyar szöveg német fordítással.)
- Album hundert ungarischer Dichter. In eignen und fremden Übersetzungen herausg. Dresden, 1854. (320 költ. és életr. adatok. Ism. Pester Lloyd 19. sz.) 2. kiadás, Uo. 1854., 3. k. Prága, 1860.)
- Garay's Dichtungen. Aus dem Ungarischen übersetzt. Pest, 1855. (Ism. Divatcsarnok 1854. 65. sz. 2. kiadás Bécs, 1856.)
- Die heilige ungarische Krone und ihre Schicksale, Pest, 1855.
- Ungarische Malerrevue. Beiträge zum näheren Verständniss der bildenden Künste in Ungarn. I. Heft. Uo. 1855. (Ism. M. Sajtó 20., 22., 24., Divatcsarnok 39., 40. sz.)
- Gedichte von Michael Vörösmarty. Aus d. Ungarischen in eigenen und fremden metrischen Übersetzungen herausg. Uo. 1857.
- Dichtungen von Alexander Petőfi. Aus dem Ungarischen, in eigenen und fremden Übersetzungen herausg. Leipzig, 1858. (Bodenstedt F. előszavával). Ism. Bud. Szemle I. 1858. 2. kiadás: Bibliothek klassischer Schriften des Auslandes XL. Uo. 1860.)
- Zaubertraum. Dichtun von Petőfi. Aus dem Ungar. Wien, 1859.
- Gedichte von Koloman Lisznyai. Aus dem Ungar. München, 1859.
- Erzählende Dichtungen von Alexander Petőfi. Völlig neu übersetzt. Uo. 1860. (Zeubertraum, Held János, Istók der Narr.)
- Alexander Petőfi's Dichtungen. Nach dem Ungar. in eigenen und fremden Übersetzungen gesammelt. Berlin. 1860. (Classiker des Inn- und Auslandes LV.)
- Erinnerungen an Graf Stefan Széchenyi. Genf. 1860. (2. bőv. kiadás. Genf & Basel, 1860.) Ennek franczia fordítása: La Hongrie, son developpement intellectuel et politque. Notice sur le comte Széchenyi. Traduit par Gustav Revilliod. Genčve. 1860.
- Gedichte von Johann Arany. Versuch einer Meisterübersetzung. Genf, 1861.
- Silhuetten und Reliquien. Erinnerungen an Bettina, Albach, Grafen Louis u. Casimir Batthányi, Bem, Béranger, Delarsche, Haynau, Heine, Petőfi, Herlossohn, K. Kisfaludy, Kunst, Lablache, Lenau, Joh. Graf Mailáth, Petőfi Pyrker, Saphir, Schrőder, Ch. Sealsfield, Splényi, Széchenyi, Varnhagen, Vörösmarty, Zschokke u. s w. Prag. 1861–63. Két kötet.
- Erinnerungen an Graf Ladislaus Teleki. Uo. 1862. arczk. és Teleki levelével.
- Ungarns Mänder der Zeit. Erster Band. Dresden, 1861. (Arany und die ungarische Poesie, Deák F., Eötvös József báró, Horn J. E., M. Jókai und der Roman in Ungarn, Klapka György, K. Marko und die ungarischen Maler, Pulszky F., Toldy F.)
- Genf und die Genfer seit zwei Jahrtausenden. Genf. 1864.
- Graf von Cavour. Von seinem Neffen William de la Rive. Skizzen und Erinnerungen. Aus dem Französichen. Leipzig, 1863. Két kötet.
- Genf und James Fazy. Aufklärungen und Enthüllungen. In Fragmenten, aus der Feder eines mehrjähringen fremden Beobachters. Leipzig, 1864.
- Offener Brief an Herrn Ludwig von Kossuth, früheren Gouverneur von Ungarn, derzeit in Turin, betreffend die Verbrechen einiger Ungarn in Italien. Abgesendet von ... Brüssel, 1864. (Kézirat gyanánt, Kossuth, Horváth M., Jósika, Ludwigh, Pulszky sat. leveleikke.)
- Alphabetische Namensliste ungarischer Emigration 1848–1864. (Mit Einschluss der ausserhalb Ungarn internirten) Sammt vorläufigen biographischen Andeutungen und Abbreiviaturen redigirt. Gedruckt als Manuskript. Brüssel & Leipzig, 1864. (Borítékczím. Die Ungarn im Auslande I. Namensliste ungarischer Emigration seit 1849. 2000 Nummern, mit biographischem Signalement.)
- Csoma, Jerney, Reguly, Duka und Vámbéry, fünf ungarische Reisende, die Ursitze der Ungarn aufzufinden. Separat-Abdruck aus den «Mittleilungen.» Gotha, 1864.
- Erinnerungen an Charles Sealsfield. Brüssel und Leipzig. 1864.
- Cäsariana. Aperçus eines Despoten. Von a. Rogeard. Nebst einer Biografie Rogeards von K. M. K. Prag, 1865. (Ford.)
- Dix martyrs de la justice autrichienne en Hongrie. Procčs Almásy et Consorts. Bruxelles, 1865. (Olaszul is megjelent a L'avanguardia cz. folyóiratban. Torino 1865.)
- Briefe über die ungarische Frage. Erstes Heft. «Rückblicke». Separat-Abdruck aus der National-Zeitung. Berlin, 1865. Franz Deák. Separat-Abdruck aus der Elberfelder Zeitung. Elberfeld, 1866. (3. Auflage.)
- Politische Profezeiungen für 1866 und Folge. Volksschrift. Elberfeld. Mai 1866.
- Peter von Cornelius und seine Stellung zur modernen deutschen Kunst. Antrittrede in der Akademie er Wissenschaften zu Pest, von Sigmund von Ormós. Aus dem Ungarischen, mit übersichtlicher Betrachtung über die Kunst in Ungarn von K. M. Kertbeny. Nebst vorwort von Dr. Max Schasler. Berlin, 1866.
- Sechszehn erzählende Dichtungen von Alexander Petőfi. Aus dem Ungar. Metrisch und unter Beobachtung absoluter Reimkorrektheit. Übersetzt. Dritte Ausgabe. Prag, 1866. (Petőfi arczk., John Bowring és Petőfi életrajzával.)
- 160 Lyrische Dichtungen von Alexander Petőfi. Aus dem Ungarischen im Versmasse des Originals übers. Vierte Auflage. Elberfeld, 1866. (Dedikation. Alex. Petőfi, Petőfi und Kertbeny, Petőfi in der Weltliteratur, Gedichte über Petőfi, Bibliographie der Uebersetzungen nach Petőfi sat. Angolul: Sir John Bowringtól. London, 1866.)
- Neue politische Profezeiungen für 1867 und Folge. Elberfeld, 1867.
- Moderne Imperatoren: Napoleon Ill., Franz Josef I., Maximilián I. Uo. 1867. (2. kiadás. Köln, 1867. Két füzetben.)
- Neue Geheimnisse von Paris. Von Aurelian Scholl. Aus dem Französischen. Köln, 1867. Három füzet.
- Mintrop-Album. 10 Blatt Fotografien nach den Originalkartons des Theodor Mintrop, Akademieprofessors ... Nebst Biografie des Künstlers von K. M. Kertbeny. Düsseldorf, 1867.
- Der Anraucher. Harmloses Genrebild in 1 Akt. Hannover, 1868.
- Franz von Deák. Biografische Karakteristik des ungarischen Staatsmannes. Fünfte vermehrte Auflage. Leipzig, 1868. (Angolul, franciául, svédül, lengyelül is megjelent.)
- Die Tschechische Frage. Separatabdruck aus der Neuen Hannoverschen Zeitung. Juni 1869. Berlin.
- Spiegelbilder der Erinnerung. Erlebtes, Erschautes, Erdachts. aus den Papieren eines Fünfzigers. Von Verfasser der «Modernen Imperatoren». Eingeleitet und herausgegeben von Alfred Meissner. Leipzig, 1869. Két kötet.
- Ungarns Staatsmänner, Parteiführer und Publizisten der nationalen und staatlichen Wiedergeburt, 1825–1870. Geschildert für deutsche Leser. Berlin, 1870.
- Dr. Bethel Henry Strousberg. Biograpische Karakteristik. Von Ernst Korfai. Mit Porträt. Uo. 1870.
- Er Komme! Weltgeschichtsruf an Napoleon III. Geschrieben am 2. August 1870. Uo.
- Ungarische Stimmen über deutsche Siege. Erstes Heft. Uo. 1870.
- Paris als Festung und als unterirdische Mausefalle. Uo. 1870. (Különnyomat a Salon- és Die Postból.)
- Musset, A de. Die drei rosafarbigen Stufen. Aus dem Französ. Gedruckt als Handschrift. Uo. 1870.
- Jókai M., Novellen und Erzählungen. Aus dem Ungarischen. Uo. 1861. Két füzet. (Sylvester-Hächte, Des Himmels Schleudersteine, Gezwungene Unterhaltung.)
- Gedichte von Alfred Musset. Aus dem Französischen. Uo. 1871.
- Ungarn und Deutschland. Zwanglose Hefte zur Vermittelung richtigeren Verständnisses zwischen beiden Nationen. Erstes Heft. Leipzig, 1872. (M. Jókai, Die ungarische Linke als die wirkliche Reformpartei. Wenn die Opposition zur Majorität gelangt, K. Szathmáry, Über Kindergärten, Kertbeny, Die slowakischen Mäusefallenhändler in Deutschland.)
- Grosse Leute, kleine Schwächen. Harmlose Erinnerungen aus der Geschichte, wie aus eigenen Erlebnissen. Berlin, 1871 (2. bőv. kiadás. Uo. 1872. Svédül: Stockholm, 1871.)
- Vater Jahn, Deutschlands Einigkeits-Apostel und Turnmeister. Erinnerungszeilen zur Enthüllung des Denkmals... Uo. 1872.
- Musset, Rapelle-toi. Gedenke mein. Original und Übersetzung. Gedruckt als Handschrift. Uo. 1872.
- Jókai, Maurus,Fünf Jahre des selbständigen ungarischen Ministeriums, 1867–1872. Humoristisch-politische Skizzen. Bremen, 1872.
- Jókai M., Achtzehn humoristische Erzählungen. Aus dem Ungarischen. Von einem Landsmanne und Jugendfreunde des Dichters. Mit Porträt und biograf. Karakteristik. Uo. 1872. Két kötet.
- Jókai, Das blutige Brod. Berlin, 1872. (Braun-Wiesbaden Károly, Tokai und Jókai cz. művében.)
- Abfertigungen. (An Robert Waldmüller und Adolf Strodtmann.) Berlin. 1873.
- Jókai M., Die armen Reichen. Roman. Aus dem Ungarischen übersetzt von einem Landsmanne und Jugendfreunde des Dichters. Uo. 1873. Három kötet. (Ebből a Roman-Magazin des Auslandes 23–30 füz.)
- Jókai M., Tolhäuslerwirthschaft, Humor. Roman. Übers. von einem Landsmanne... Uo. 1873. Két kötet. (Előbb a Berliner Tagblatt decz. 1872.)
- Jókai M., Der Goldmensch. Deutsch herausg. von einem Landsmanne... Uo. 1873. Öt kötet. (Előbb a P. Lloydban 1872; azután ismét lenyomatva a Roman-Magazin des Auslandes 12–22. füzet. 1873.)
- Jókai M., Die Narren der Liebe. Roman. Übersetzt von einem Landsmanne... Berlin, 1874. Három kötet.
- Jókai M., Der neue Gutsherr. Humoristischer Roman. Übersetzt von einem Landsmanne... Leipzig. 1874. Két kötet. (Előbb a Berliner Postban 1872. Ujabb kiadása: Drezda, 1876.)
- Dante in der ungarischen Literatur. Berlin, 1873.
- Bibliografie der Werke publicirt von K. M. Kertbeny 1846–1874. Uo. 1873.
- Die Fürstenverrathe von Melchior Baron Balaschscha. Historische Tragikomödie in 5 Abtheilungen, gedichtes 1564. vom Anonymus des Buchdruckers und Unitarierpredigers Paul Karádi. Wörtlich übersetzt nach vorhandenem Exemplare, gedruckt 1569. von K. m. K. Leipzig, 1874. (Ism. Bud. Közlöny 222. sz.)
- Jókai, Gebrochene Farbe. (Wie man grau wird. Roman. Leipzig. 1874. Négy kötet.)
- Maurus Jókai's Reisebriefe von Pest nach Berlin. 18. Februar bis 4. März. 1874. Aus Jókai's Zeitschrift «Hon» übersetzt... Berlin, 1874. (Baráti körben terjesztve.)
- Jókai, Kunterbunt. Novellen. Leipzig, 1875. Három kötet.
- Datenblätter zu K. M. Kertbeny's Memoiren. Nach Diktaten, Briefen, Tagebüchern, als Handschrift für den Freundeskreis handschriftlich herausgegeben ... von Josef Fekete. Erstes Heft: 1824–1851. Beilagen zum ersten Hefte. 1. Familiengenealogie Beckert-Szalay-Halzl-Graf. 2. Bibliographischer Anhang Nro 3. Blumenlese aus Maurus Jókai's Briefen an K. M. Kertbeny 1870–1874. Marginalien des Herausgebers. Berlin, 1875. Genealogiai táblával. (Munkáiról a külföldön megjelent kritikák is felsorolvák.)
- Onody Bertalan. Reise nach Chiva. A. d. Ungarischen. Bremen, 1876.
- A magyar nemzeti és nemzetközi irodalom könyvészete 1441-1876 = Bibliografie ungarischer nationaler und internationaler Literatur 1441-1876. Budapest, 1876.
- Ungarische Volkslieder. Originaltext u. Uebersetzung. 1–24. Nebst zwei Liedern nach Béranger und Musset. Budapestst, 1876.
- A magyar irodalom a világirodalomban. A magyar művek idegen nyelven, önállóan megjelent fordításainak könyvészeti kimutatása. Die ungarische Literatur in der Weltlitteratur. Uo. 1876. (A magyar nemzeti és nemzetközi irodalom könyvészete 1441–1876. tizenkét szakfüzetben I. A fordítások magyarból más nyelvekre 419 munka czíme, a szerzők, fordítók és kiadók rövid életrajzával németül. Ism. P. Napló 142. sz. esti k., Népiskola 23. sz.)
- Ungarische Volkslieder. Originale, sammt wörtlicher und metrischer Übersetzung. Deutsch von Karl Borromäus v. Benkő. Erste zwei Dutzende. Nebst zwei Gedichten aus dem Französischen. Uo. 1877.
- Memorial an Seine Exzellenz Herrn August von Trefort, königl. ungarischen Minister für Kultus und Unterricht. Uo. 1878. (Kézirat gyanánt.)
- Magyarország legrégibb drámairodalma, 1550–1575. Uo. 1878. (Ism. Hon 142. szám.)
- Verschiedene deutsche Nachdichtungen Alexander Petőfi's. Originale und deutsche Übersetzungen von Kertbeny, Opitz, Meltzl, Aigner, Neugebauer. Fest; u. französisch von F. Amiel. Beiträge zur Übersetzungsmethode. Uo. 1878.
- Észrevételek az írói törvényjavaslatnak a fordításokról szóló czikke ellen. Uo. 1879. (Ism. Magyarország 61. sz., Bud. Szemle XIX.)
- Nyilt levél a tisztelt Kisfaludy-Társasághoz. Uo. 1879. (Kézirat gyanánt.)
- Petőfi's Tod vor dreissig Jahren 1849. Jókai's Erinnerungen an Petőfi 1879. Hist.-liter. Daten und Enthüllungen, bibliographische Nachweise. Mit einem Plan der Schlacht von Schässburg. Leipzig, 1879. (Ism. Koszorú.)
- Kardinal Martinuzzi, Ungarn's grösster Patriot seiner Zeit 1482–1551. Auf Grundlage der Forschung des weiland Dr. M. Horváth., Bpest, 1879.
- A magyar nemzeti és nemzetközi irodalom könyvészete = Bibliografie der ungarischen und internationalen Literatur. Budapest, 1880.
- Ungarns deutsche Bibliographie 1801–1860. Verzeichniss der in Ungarn und Ungarn betreffend im Auslande erschienenen deutschen Drucke. Im Auftrage des k. ung. Ministeriums für Cultus und Unterricht begonnen von Carl M. Kertbeny, fortgesetzt und mit einer wissenschaftlichen Uebersicht versehen von Géza Petrik. Erster Theil. Enthaltend die Literatur der Jahre 1801–1830. nebst wissenschaftl. Uebersicht zum ganzen Werke. Uo. 1880. (Magyar czímmel és előszóval. Ism. Egyet. Philol. Közlöny és Ung. Revue 1888.)
- Az újabbak 1840–1880. cz. kefelevonatban 8rét 49 lapon 309 magyar költő munkáinak czímét adta, rövid életrajzi adatokkal. (Gyűjteményemben.)
- Magyar költő nők 1801–1880. (Szintén kefelenyomatban van meg gyűjteményemben, de csak két levele.)

### Kéziratai
Levelezése, naplójegyzetei sat. a Magyar Nemzeti Múzeum könyvtárába kerültek, így ma már zömmel az Országos Széchényi Könyvtárban találhatóak. Hazai és külföldi írók és államférfiak Kertbenyhez írt levelei (250) Petőfi és Jókai fordításait és Kertbeny írói működését illetők; úgyszintén a magyar emigránsok (46) photographalbuma; ez és a levelek Kertbeny jegyzeteivel (életrajzi adatokkal sat.) ellátva Szinnyei József gyűjteményében.
Levele Lisznyay Kálmánhoz: Genf. 1860. nov. 19. (M. Sajtó 285. sz.)
Az Országos Széchényi Könyvtárban található, Kertbeny által kommentált emigrációs portré-albumát, zömében az 1850-60-as évekből származó fotográfiákkal, tartalmazza Jósika Miklós Idegen, de szabad hazában (1988) címmel sajtó alá rendezett emigrációs kötete.

## Emlékezete
- Róla szól Móra Ferenc Kertbeny című életrajzi jellegű írása (megjelent a Napok, holdak, elmúlt csillagok című kötetben).